# 蘇克湖
63°10′30″N 32°14′5″E / 63.17500°N 32.23472°E
蘇克湖（俄语：Суккозеро），是俄羅斯的湖泊，位於該國西北部，由卡累利阿共和國負責管轄，面積36.9平方公里，海拔高度175.9米，湖岸線長度57公里，集水區面積423平方公里，平均水深5米，最大水深28.4米。